# Mali op de Olympische Zomerspelen 1984
Mali nam deel aan de Olympische Zomerspelen 1984 in Los Angeles, Verenigde Staten. Net als tijdens de vier eerdere deelnames werd geen medaille gewonnen.

## Deelnemers en resultaten
(m) = mannen, (v) = vrouwen 

### Atletiek
| Olympiër         | Discipline             | Resultaat | Prestatie                      |
| ---------------- | ---------------------- | --------- | ------------------------------ |
| Moussa Savadogo  | 200m (m)               | 46e       | serie 9: 6de in 21,72          |
| Abdoulaye Traoré | verspringen (m)        | 25e       | kwalificatie: 25ste met 5,92m  |
| Abdoulaye Traoré | hink-stap-springen (m) | 25e       | kwalificatie: 25ste met 15,32m |

### Boksen
| Olympiër   | Discipline | Resultaat | Prestatie                          |
| ---------- | ---------- | --------- | ---------------------------------- |
| Salif Koné | -81kg (m)  | 32e       | 1ste ronde: V van UGA Kiriisa: 0-5 |

### Judo
| Olympiër  | Discipline | Resultaat | Prestatie                                            |
| --------- | ---------- | --------- | ---------------------------------------------------- |
| Paul Diop | -78kg (m)  | 20e       | 1ste ronde: vrij 2de ronde: V van ROU Frățică: ippon |

Algerije · Amerikaanse Maagdeneilanden · Andorra · Antigua en Barbuda · Argentinië · Australië · Bahama’s · Bahrein · Bangladesh · Barbados · België · Belize · Benin · Bermuda · Bhutan · Birma · Bolivia · Bondsrepubliek Duitsland · Botswana · Brazilië · Britse Maagdeneilanden · Canada · Centraal-Afrikaanse Republiek · Chili · China · Chinees Taipei · Colombia · Congo-Brazzaville · Costa Rica · Cyprus · Denemarken · Djibouti · Dominicaanse Republiek · Ecuador · Egypte · El Salvador · Equatoriaal-Guinea · Fiji · Filipijnen · Finland · Frankrijk · Gabon · Gambia · Ghana · Grenada · Griekenland · Groot-Brittannië · Guatemala · Guinee · Guyana · Haïti · Honduras · Hongkong · Ierland · IJsland · India · Indonesië · Irak · Israël · Italië · Ivoorkust · Jamaica · Japan · Joegoslavië · Jordanië · Kaaimaneilanden · Kameroen · Kenia · Koeweit · Lesotho · Libanon · Liberia · Liechtenstein · Luxemburg · Madagaskar · Malawi · Maleisië · Mali · Malta · Marokko · Mauritanië · Mauritius · Mexico · Monaco · Mozambique · Nederland · Nederlandse Antillen · Nepal · Nicaragua · Nieuw-Zeeland · Niger · Nigeria · Noord-Jemen · Noorwegen · Oeganda · Oman · Oostenrijk · Pakistan · Panama · Papoea-Nieuw-Guinea · Paraguay · Peru · Portugal · Puerto Rico · Qatar · Roemenië · Rwanda · Salomonseilanden · Samoa · San Marino · Saoedi-Arabië · Senegal · Seychellen · Sierra Leone · Singapore · Soedan · Somalië · Spanje · Sri Lanka · Suriname · Swaziland · Syrië · Tanzania · Thailand · Togo · Tonga · Trinidad en Tobago · Tsjaad · Tunesië · Turkije · Uruguay · Venezuela · Verenigde Arabische Emiraten · Verenigde Staten · Zaïre · Zambia · Zimbabwe · Zuid-Korea · Zweden · Zwitserland